# Dragoman (obchtina)
Pour les articles homonymes, voir Dragoman (homonymie).
La commune de Dragoman (en bulgare : Община Драгоман - Obchtina Dragoman) est située dans l'ouest de la Bulgarie.

## Géographie
La commune de Dragoman est située dans le sud-ouest de la Bulgarie, à 40 km au nord-ouest de Sofia. 
Son chef lieu est la ville de Dragoman et elle fait partie de la région de Sofia.

## Histoire
La région de Dragoman a peu fait l'objet de fouilles archéologiques et de recherches historiques ; de ce fait, son passé est mal connu.
Des traces d'habitats permanents remontent IIIe siècle av. J.-C.
La première mention du nom de la localité figure dans un registre fiscal ottoman du XVe siècle. L'origine du nom est incertaine :
- La thèse la plus vraisemblable est qu'elle vient du terme servant à désigner le nom du chef/représentant d'un groupe de travailleurs qui défend leurs intérêts auprès de l'employeur[1] ;
- en arabe, le mot targuman signifie traducteur [2]
- il pourrait aussi provenir des mots latins dragnos mons signifiant Monts des dragons

La région de Dragoman fut libérée du joug ottoman le 1er août 1878 lorsque, à la suite du Traité de Berlin du 13 juillet 1878, la région fut transmise par l'armée russe aux autorités bulgares.

## Administration

### Structure administrative
La commune compte 1 ville et 33 villages :
| - ville de Dragoman - village de Béréndé - village de Béréndé izvor - village de Dolna Névlya - village de Dolno Novo sélo - village de Dragoïl - village de Dréatin - village de Gabér - village de Golémo Malovo - village de Gorno sélo | - village de Gralska padina - village de Kalotina - village de Kambélévtsi - village de Kroucha - village de Létnitsa - village de Lipintsi - village de Malo Malovo - village de Natchévo - village de Nédélichté - village de Nésla | - village de Novo Bardo - village de Prékrasté - village de Rayanovtsi - village de Taban - village de Tchékanéts - village de Tchéparlintsi - village de Tchoroul - village de Tchoukovézér - village de Tsatsarovtsi - village de Tsraklévtsi | - village de Vassilovtsi - village de Vichan - village de Vladislavtsi - village de Yalbotina |

## Galerie

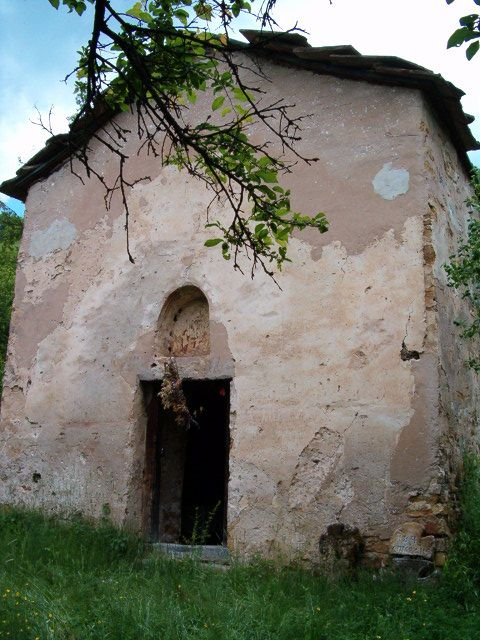
Chapelle Saint-Pierre dans le cimetière de Béréndé
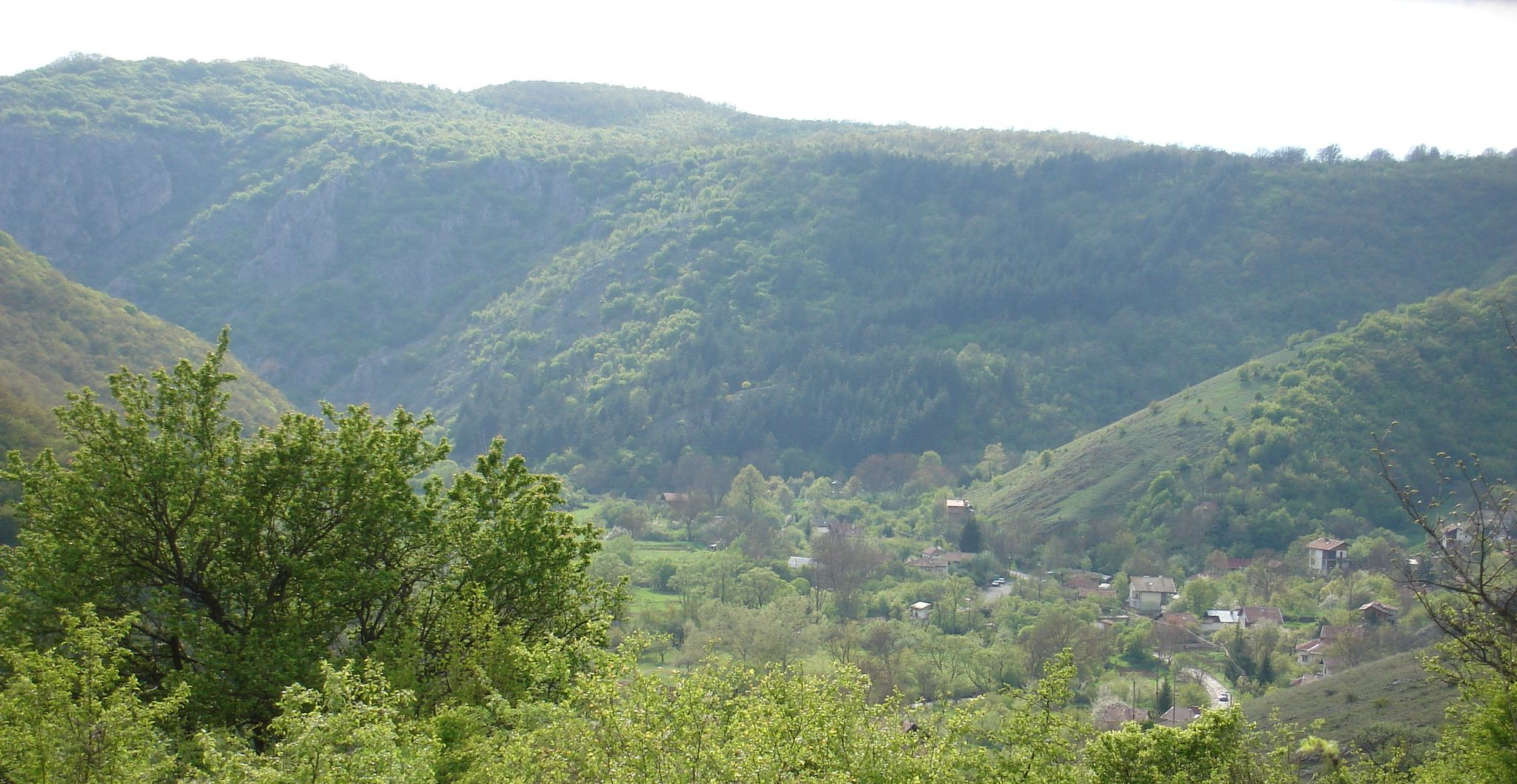
Vue du village de Béréndé Izvor
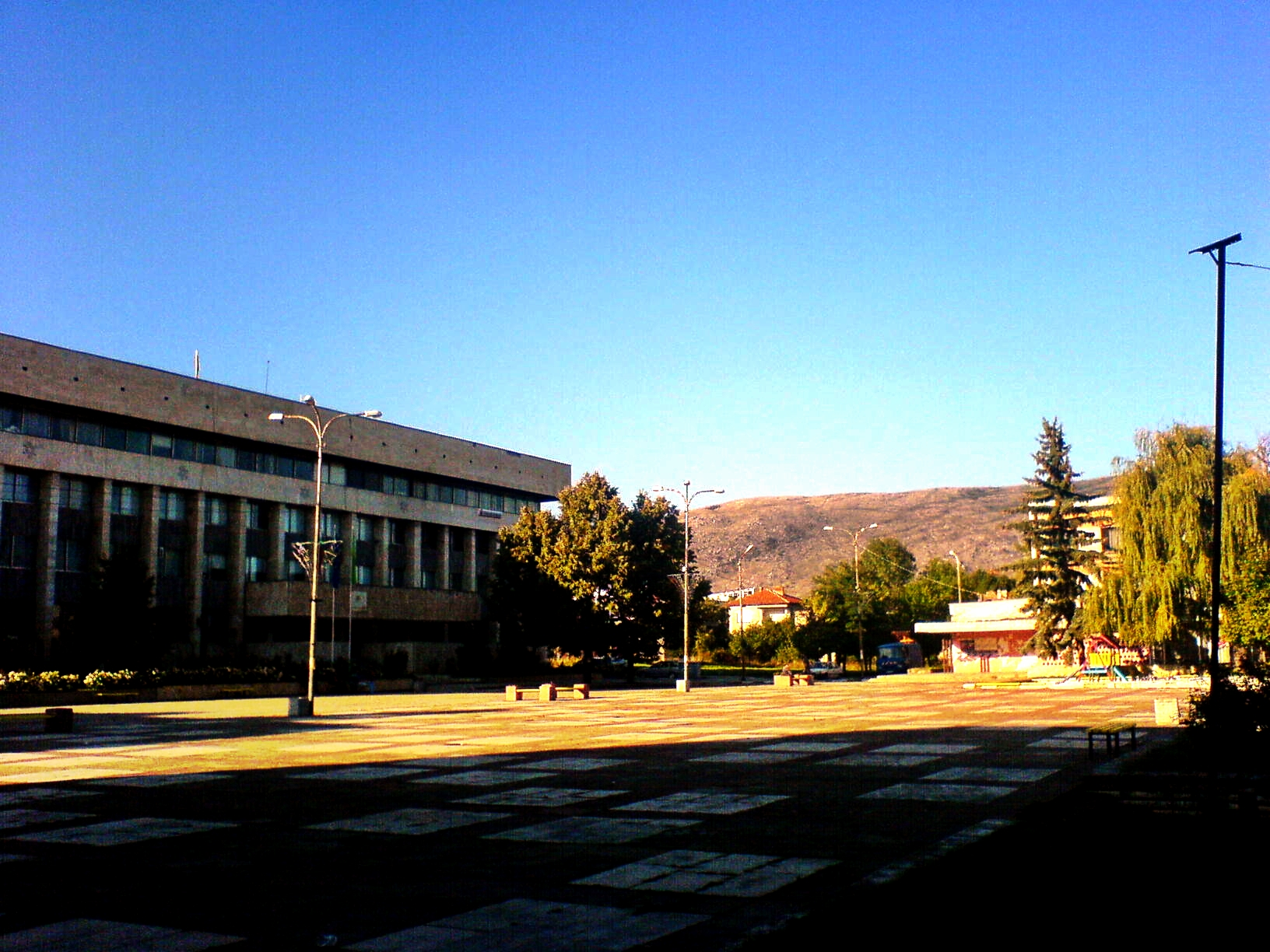
Le centre de Dragoman
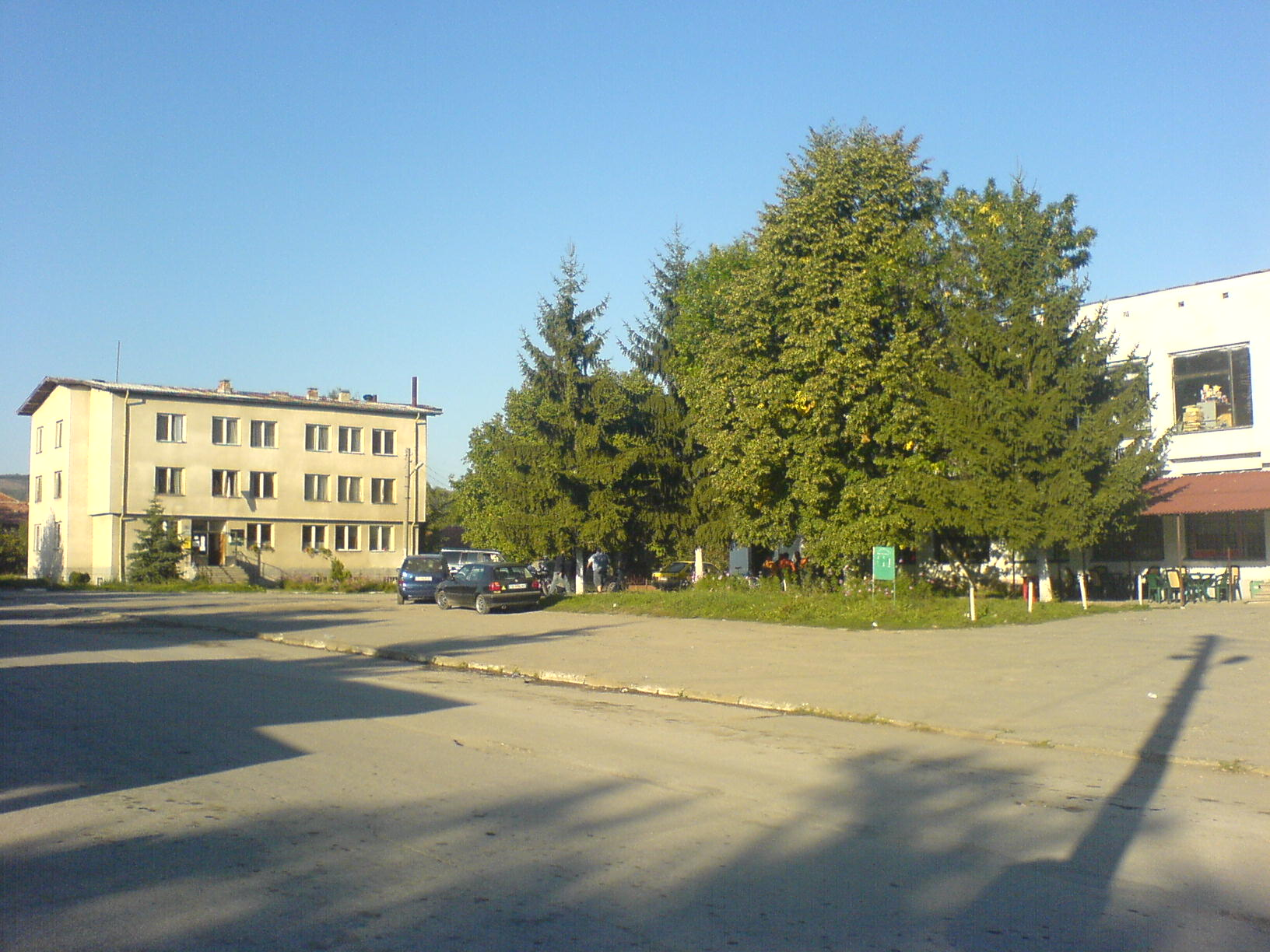
Le centre du village de Gabér
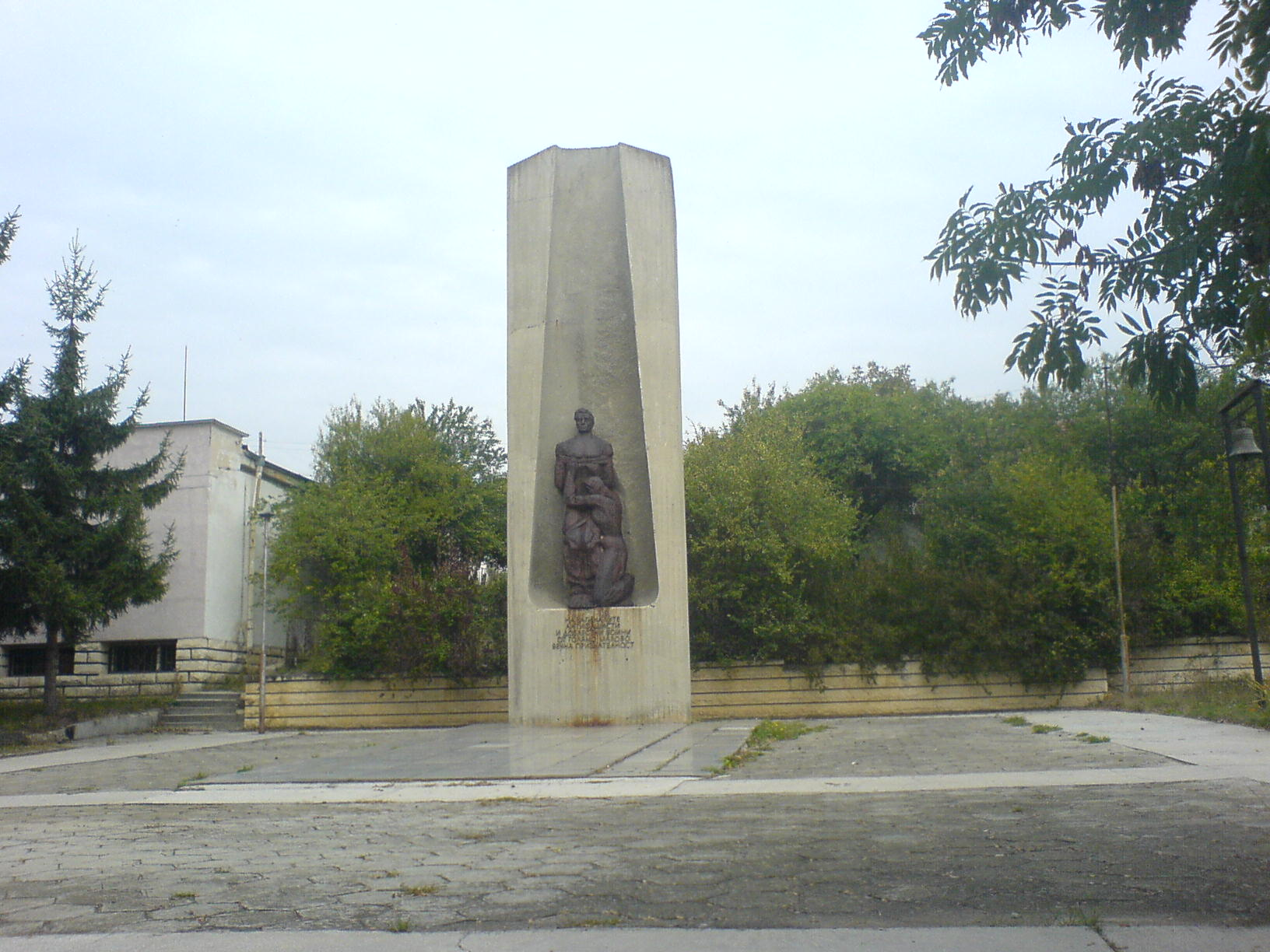
Monument dans le centre de Golémo Malovo
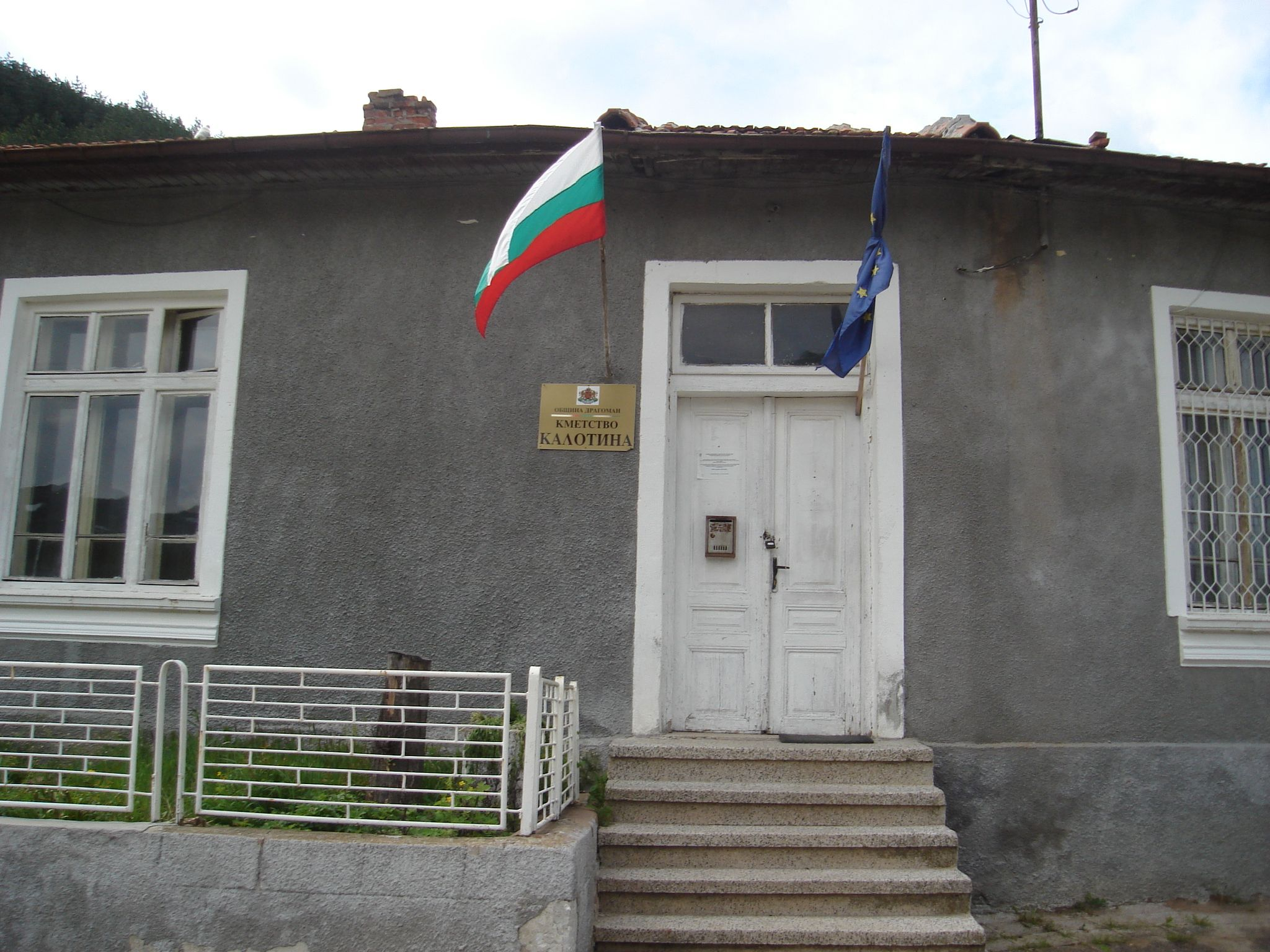
La mairie annexe de Kalotina
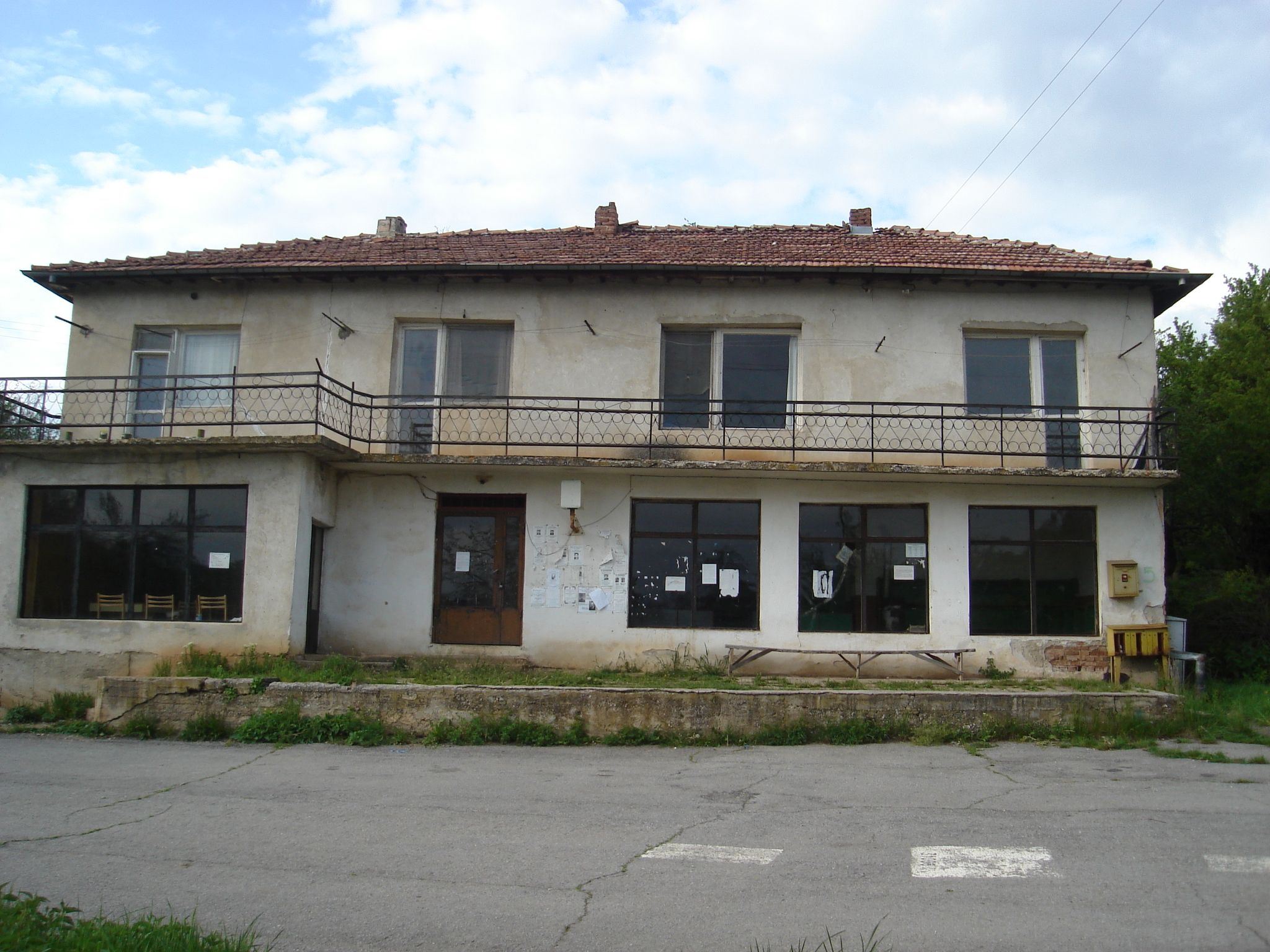
Bâtiment municipal à Lipintsi.
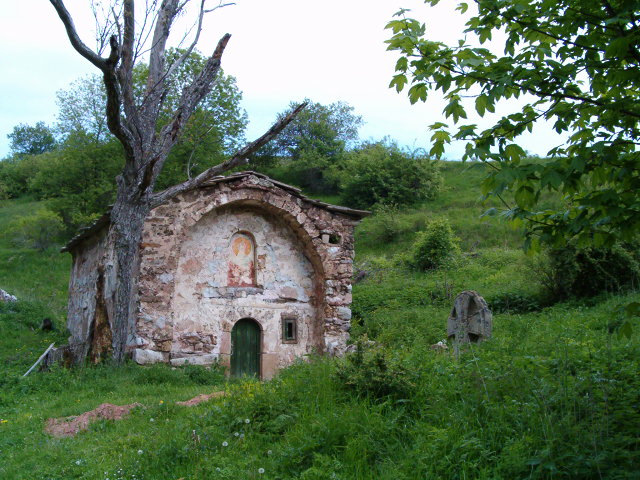
Église de l'ancien monastère de Malo Malovo
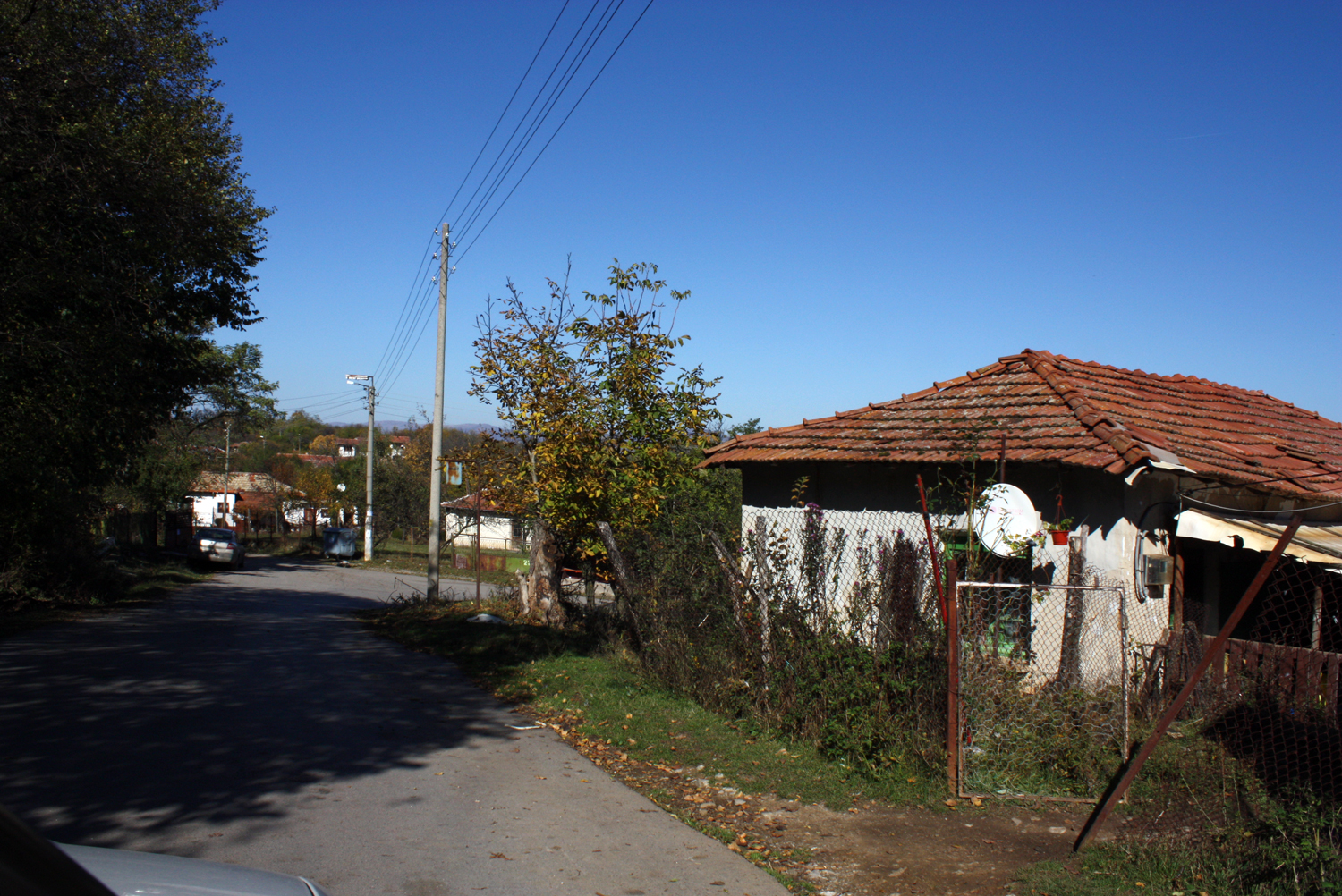
La rue principale à Prékrasté
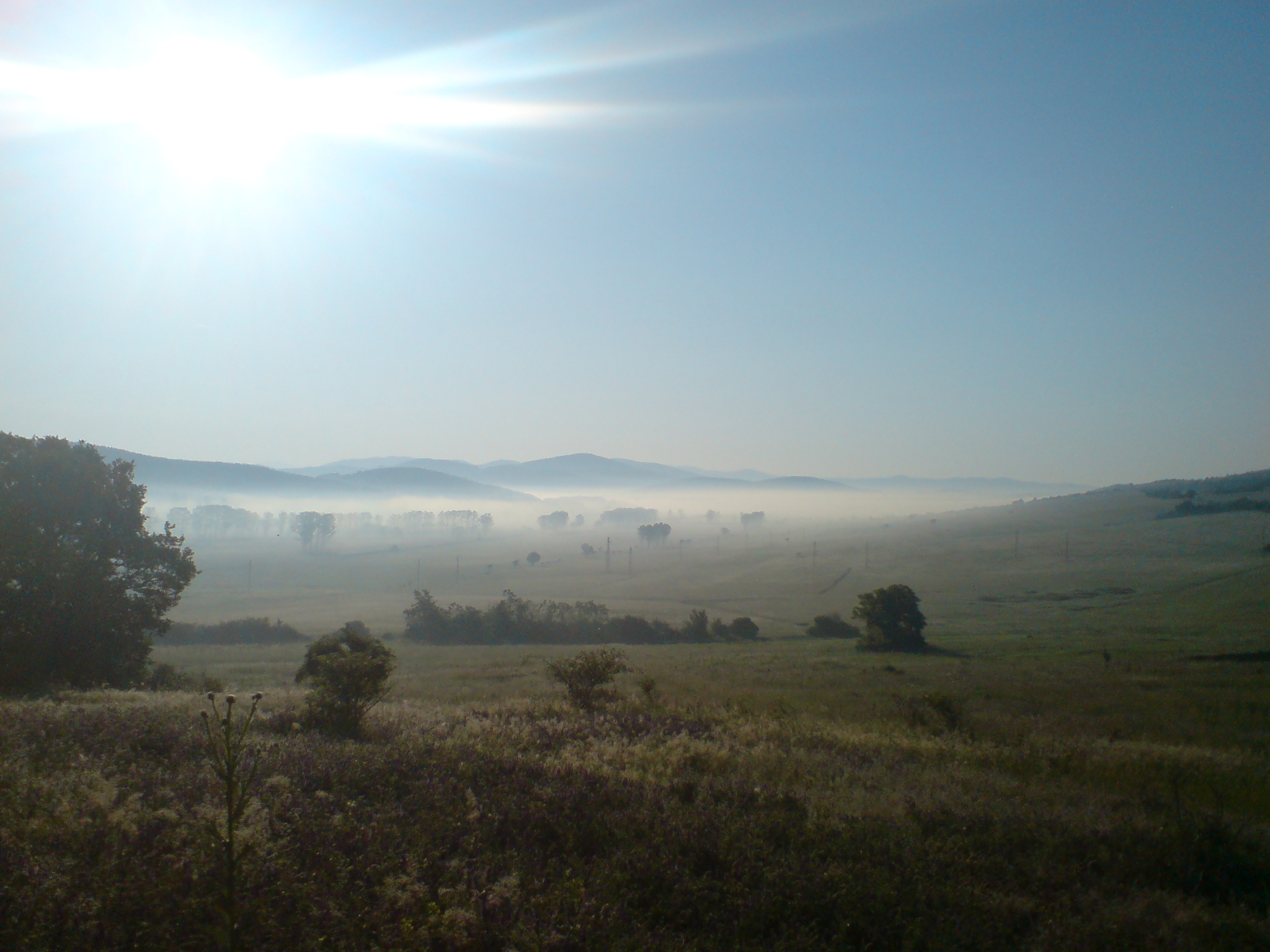
Vue des environs de Rayanovtsi
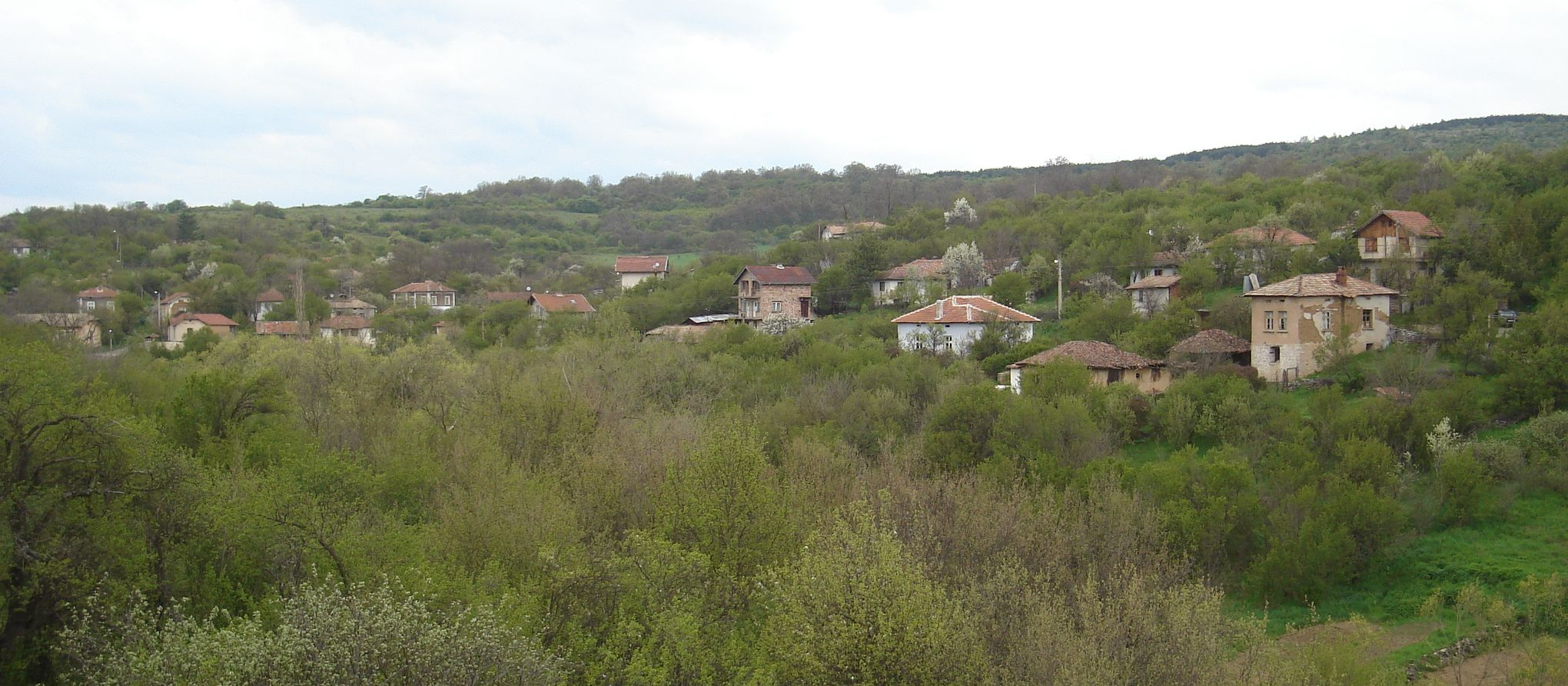
Vue de Tchéparlintsi d'est en ouest